# Crystal Creek (Bighorn River)
Der Crystal Creek ist ein etwa 33 km langer, rechter Nebenfluss des Bighorn River im Norden des US-Bundesstaates Wyoming.

## Verlauf
Der Crystal Creek entspringt an der Südflanke des Medicine Mountain mit dem Medicine Wheel am Hauptkamm der Bighorn Mountains im Osten des Big Horn County im zentralen Norden Wyomings, etwa 40 km östlich von Lovell und 33 km nördlich von Shell auf einer Höhe von etwa 2770 m. Von dort fließt er in südwestliche Richtung mit starkem Gefälle durch den Bighorn National Forest, unterquert den U.S. Highway 14A, erhält einige kleinere Nebenflüsse und erreicht das Bighorn Basin. In leicht mäandrierendem Verlauf fließt der Crystal Creek in südwestliche, später in westliche Richtung durch das Becken und mündet rund 17 km südlich von Kane auf einer Höhe von 1129 m in den hier nach Norden fließenden Bighorn River.

## Hydrologie
Der Crystal Creek ist als Nebenfluss des Bighorn River Teil des Einzugsgebietes des Yellowstone River, der über Missouri und Mississippi in den Golf von Mexiko entwässert. Das Einzugsgebiet des Crystal Creek umfasst ein Areal von etwa 180 km² und grenzt an die Einzugsgebiete von Five Springs Creek im Nordwesten, Porcupine Creek im Norden sowie Bear Creek im Südosten und Süden.

## Belege
1. 1 2 3 4 5  Crystal Creek (Bighorn River). In: Geographic Names Information System. United States Geological Survey, United States Department of the Interior (englisch).